# Harthau (Crimmitschau)
Harthau ist ein Ortsteil der Ortschaft Lauenhain der Großen Kreisstadt Crimmitschau im sächsischen Landkreis Zwickau. Der Ort wurde am 1. April 1935 nach Lauenhain eingemeindet und kam mit diesem am 1. Januar 1999 zur Stadt Crimmitschau.

## Geografie

### Geografische Lage und Verkehr
Harthau liegt im südöstlichen Stadtgebiet von Crimmitschau am Ostufer des Paradiesbachs, einem Zufluss der Pleiße. Im Westen befindet sich die Bundesstraße 93, über welche die im Norden liegende Autobahn 4 erreichbar ist. 
Harthau ist mit seinen Nachbarorten  Gersdorf und Lauenhain bezüglich der Besiedlung zusammengewachsen. Den Westteil der Ortschaft bilden Lauenhain im Norden und Gersdorf im Süden, welche durch den Paradiesbach von Harthau im Osten getrennt werden. Die Lauenhainer Kirche liegt auf Harthauer Flur.

### Nachbarorte
|                        | Gablenz                                     |            |
| Lauenhain mit Gersdorf | Kompassrose, die auf Nachbargemeinden zeigt | Dennheritz |
|                        | Oberrothenbach                              | Mosel      |

## Geschichte

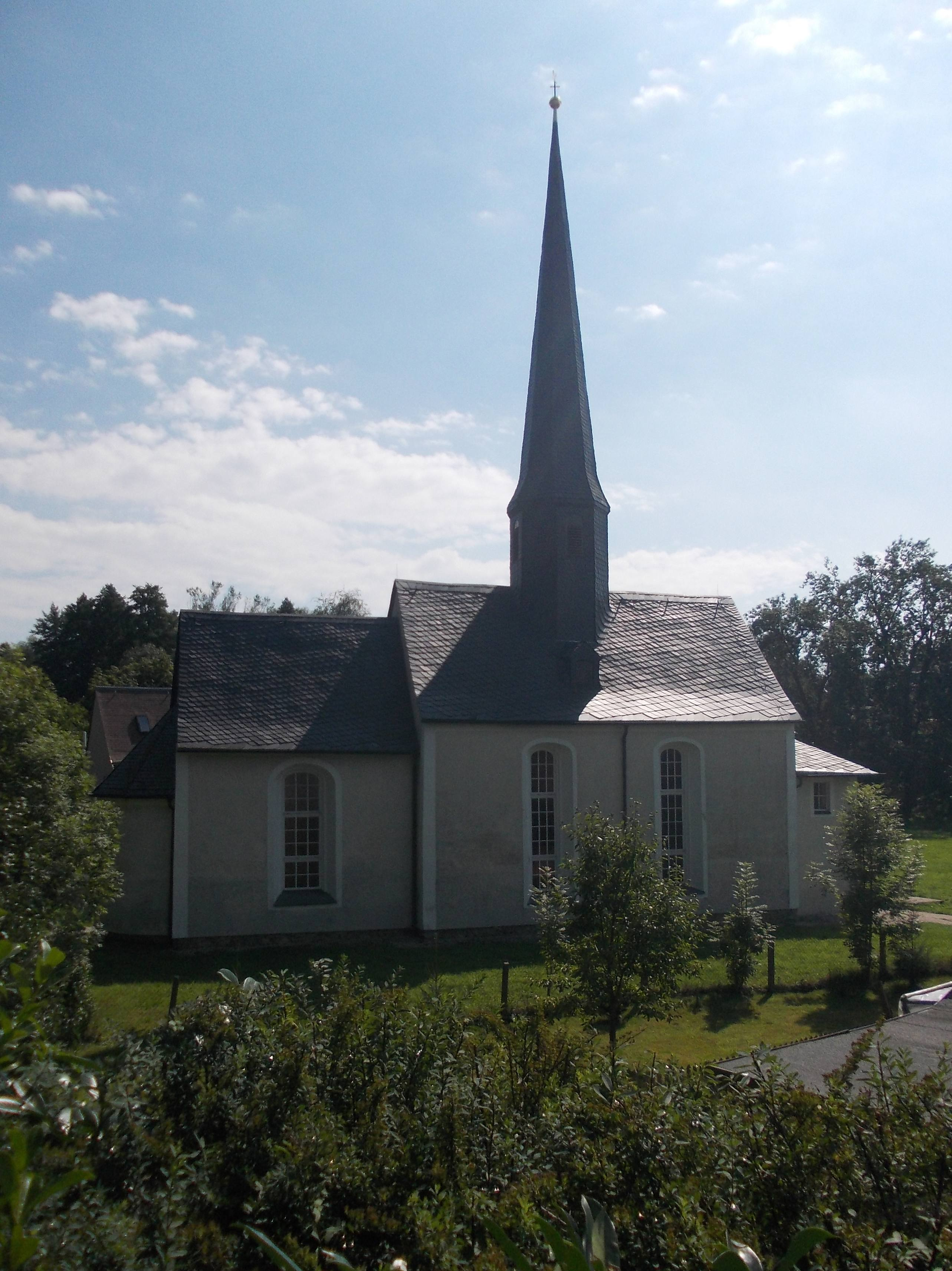
Lauenhainer Kirche auf Harthauer Flur

Harthau wurde im Jahr 1271 als „Harte“ erwähnt. Harthau gehörte im Gegensatz zu den Nachbarorten Lauenhain und Gersdorf jenseits des Paradiesbachs nicht zu den Besitzungen des Klosters Grünhain. Der Ort lag in der schönburgischen Pflege Crimmitschau, die 1413 wettinisch wurde und im 16. Jahrhundert im kursächsischen Amt Zwickau aufging. Die Grundherrschaft über Harthau lag um 1551 anteilig bei den Rittergütern Schweinsburg und Carthause, 1696 beim Rittergut Schweinsburg und 1764 anteilig beim Rittergut Lauterbach und als Amtsdorf direkt beim Amt Zwickau.
Harthau gehörte bis 1856 zum kursächsischen bzw. königlich-sächsischen
Amt Zwickau. 1856 wurde der Ort dem Gerichtsamt Crimmitschau und 1875 der Amtshauptmannschaft Zwickau angegliedert.
Am 1. April 1935 erfolgte die Eingemeindung von Harthau nach Lauenhain. Durch die zweite Kreisreform in der DDR kam Harthau als Teil der Gemeinde Lauenhain im Jahr 1952 zum Kreis Werdau im Bezirk Chemnitz (1953 in Bezirk Karl-Marx-Stadt umbenannt), der ab 1990 als sächsischer Landkreis Werdau fortgeführt wurde und 1994 im Landkreis Zwickauer Land bzw. 2008 im Landkreis Zwickau aufging. Seit der am 1. Januar 1999 erfolgten Eingemeindung von Lauenhain mit seinen beiden Ortsteilen nach Crimmitschau bilden diese drei Orte die Crimmitschauer Ortschaft Lauenhain.

## Sehenswürdigkeiten
Die Lauenhainer Kirche wurde vor 1316 im romanischen Baustil errichtet. Die letzte Sanierung erfolgte im Jahr 1992. In einem Seitengebäude des Pfarrgehöfts befindet sich ein Rüstzeitheim für die christliche Jugend.